# Hippodrome Serge-Charles
L'hippodrome Serge-Charles est un hippodrome situé à Marcq-en-Barœul dans le département du Nord.
L'hippodrome est également connu sous le nom d'hippodrome du Croisé-Laroche ou sous son ancien nom hippodrome des Flandres.

## Histoire
Conçu en 1930 par l'architecte Jean Papet sur un terrain de 55 hectares en pleine campagne, sa construction détourne le boulevard Clemenceau qui devait, à l'origine, rejoindre le carrefour du Croisé-Laroche[réf. nécessaire].
L'hippodrome inauguré le 15 mars 1931, en présence d'une foule importante.
Sa création contribue au déclin de l'hippodrome de Lille (champ de courses du bois de la Deûle à Lambersart) qui ferme en 1940.
Plusieurs noms sont envisagés, comme l'hippodrome de Lille Marcq-en-Barœul ou encore l'hippodrome des Trois Villes — car situé au centre du triangle Lille-Roubaix-Tourcoing. Il prend finalement le nom d'hippodrome des Flandres et est dès l'origine un des plus actifs et mieux équipés de France[réf. nécessaire].
L'hippodrome accueille l'arrivée de plusieurs courses cyclistes : Paris-Roubaix 1935 et 1936, la 1re étape du Tour de France 1935 et la 1re étape du Tour de France 1947.
Après avoir subi les années de guerre, il est le lieu de la venue du général de Gaulle en 29 juin 1947 pour lancer les activités du Rassemblement du peuple français dans le Nord,. Il reprend son activité au début des années 1950. Avec le temps, l'équipement a vieilli, mais reste une référence pour les épreuves qui s’y disputent[réf. nécessaire].
L'urbanisation importante de Marcq-en-Barœul l'a réduit à un peu plus de 30 hectares, mais en a fait un espace vert important de l'agglomération c'est pourquoi la ville de Marcq-en-Barœul l'a acquis en 1990.
Cofinancé par la ville de Marcq-en-Barœul, le Fonds européen de développement régional, les courses et la région, la rénovation a débuté en 1995 avec la création des nouveaux boxes et du « parc urbain ». Poursuivie en 1996 avec la réfection du bâtiment tribune, et notamment du restaurant, du club-courses et du « hall des paris », elle s'est achevée en 2000 avec la réalisation de l'éclairage des pistes de courses.
Il a été renommé par la ville le 12 septembre 2004 hippodrome Serge-Charles, en hommage à l'ancien maire de Marcq-en-Barœul.

## Installations
L'hippodrome accueille des courses de trot et de galop (plat) sur deux pistes :
- Une piste intérieure en herbe, réservée aux galopeurs, longue de 1 500 m et dotée d'une ligne droite finale de 350 m.
- Une piste extérieure en cendrée, réservée aux trotteurs, développant 1 665 m et dotée d'une ligne droite d'arrivée longue de 380 m.

En son centre est aménagé le golf des Flandres.
Le bâtiment de la tribune comporte un vaste hall où sont installés les guichets de paris lors des réunions de courses.

## Galerie

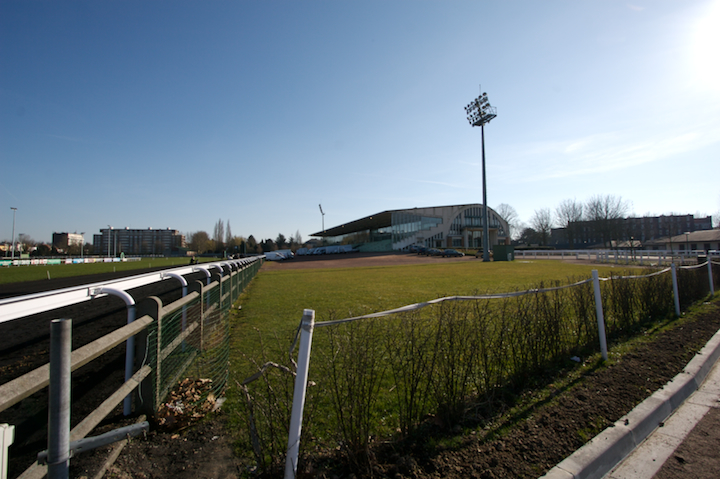
Vue sur la tribune et la piste de l'hippodrome.
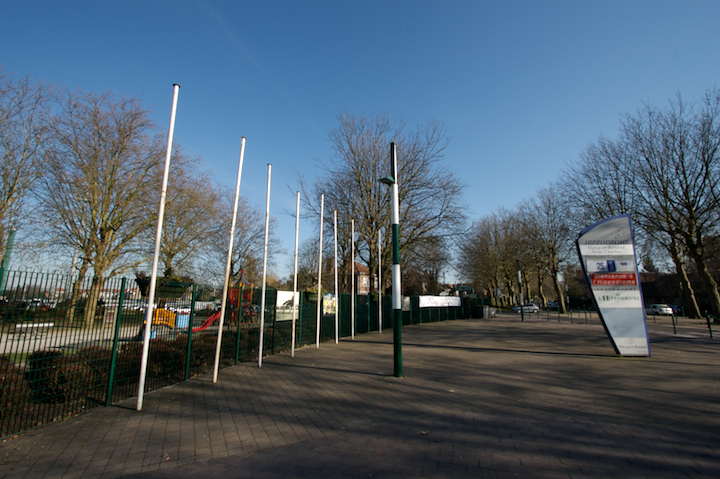
L'entrée de l'hippodrome.
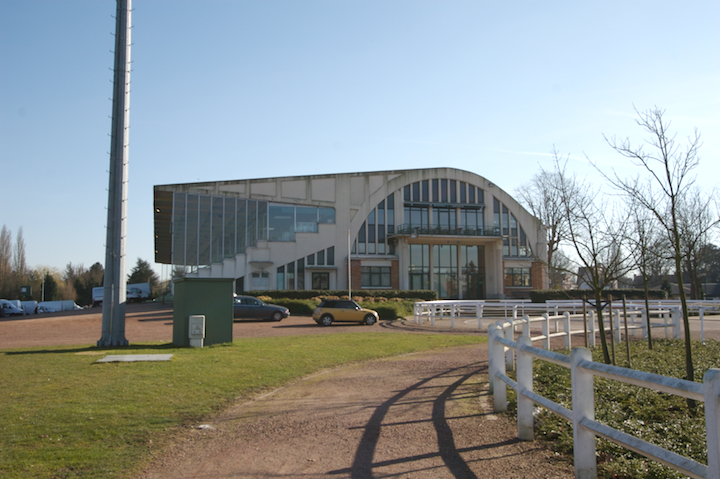
Vue de côté du bâtiment accueillant les tribunes.
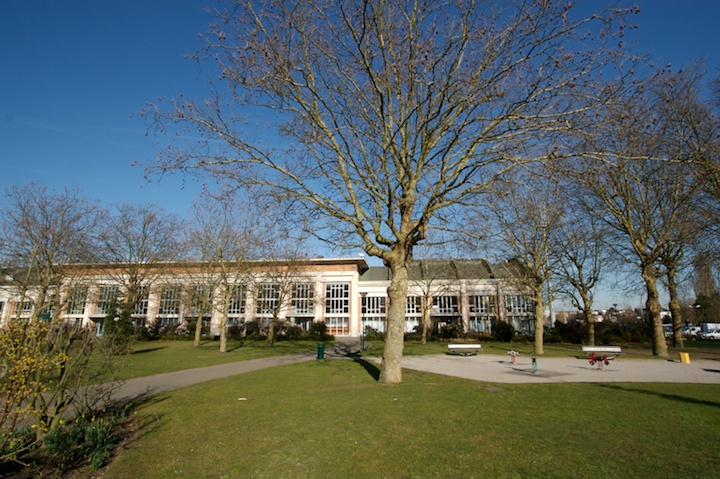